# Клёкер, Дитер
Дитер Клёкер (нем. Dieter Klöcker; род. 13 апреля 1936, Вупперталь — 21 мая 2011, Фрайбург) — немецкий кларнетист.
Учился в Детмольдской Высшей школе музыки у Йоста Михаэльса. Концертировал, специализируясь, главным образом, на произведениях второй половины XVIII — первой половины XIX века. Для возвращения в репертуар малоизвестной камерной музыки этого периода создал в 1966 г. камерный ансамбль Consortium Classicum, завоевавший международное признание (известен, в частности, тройной альбом ансамбля, посвящённый переработкам оперной музыки Моцарта). В 1975—2001 гг. профессор Фрайбургской Высшей школы музыки. Опубликовал также ряд музыковедческих статей по довольно широкому кругу тем.